# Татанаантубани
Татанаантубани (груз. თათანაანთუბანი) — село в Грузии, на территории Карельского муниципалитета края (мхаре) Шида-Картли.

## География
Село находится в центральной части Грузии, на левом берегу реки Дзамы, на расстоянии приблизительно 2 километров (по прямой) к западо-юго-западу от города Карели, административного центра муниципалитета. Абсолютная высота — 667 метров над уровнем моря.

## Население
По результатам официальной переписи населения 2014 года в Татанаантубани проживало 166 человек (83 мужчины и 83 женщины). В национальной структуре населения грузины составляли 98,8 %, осетины — 0,6 %, армяне — 0,6 %.
| Год  | Население, человек |
| ---- | ------------------ |
| 2002 | 161                |
| 2014 | ↘ 166              |